# Gruborovics Tamás
Gruborovics Tamás (Szeged, 1984. július 3. –) magyar származású finn labdarúgó. 
A Magyarországon született Gruborovics gyerekként került a szüleivel Finnországba, Mikkeli városába. Második generációs labdarúgó, már apja, Gruborovics Tibor is labdarúgó volt, 1989 és 1995 között 177 meccsen lépett pályára a Mikkelin Palloilijat csapat színeiben. Az ifjabbik Gruborovics is már kicsi kora óta kint van a pályán.
2005-ben a Kuopion Palloseura (KuPS) csapatához került, ahol 21 mérkőzésen lépett pályára. 2006-tól a csapattal a Ligakupában szerepelt, ahol hat gólt rúgott. 2007-től a finn másodosztályban hat gól szerzett, majd 2008-ban az FC KooTeePee-hez került.
Gruborovics a Jyväskyläi Egyetemen tanul pszichológiát.

## Bajnokságok
- Veikkausliiga  - 68 mérkőzés / 8 gól
- Második liga - 48 mérkőzés / 14 gól

## Sikerei, díjai
- Ligakupa-győzelem 2006 (KuPS)
- KuPS legjobb játékosa 2006
- A második liga megnyerése és feljutás 2007 (KuPS)

## Külső hivatkozások
- Gruborovics az IFK Mariehamn honlapján